# Xiangcheng Chengguanzhen
Xiangcheng Chengguanzhen (kinesiska: 襄城, 襄城城关镇) är en häradshuvudort i Kina. Den ligger i provinsen Henan, i den centrala delen av landet, omkring 100 kilometer söder om provinshuvudstaden Zhengzhou. Antalet invånare är 65 833.
Runt Xiangcheng Chengguanzhen är det tätbefolkat, med 613 invånare per kvadratkilometer. Xiangcheng Chengguanzhen är det största samhället i trakten. Trakten runt Xiangcheng Chengguanzhen består till största delen av jordbruksmark.
Genomsnittlig årsnederbörd är 847 millimeter. Den regnigaste månaden är september, med i genomsnitt 154 mm nederbörd, och den torraste är januari, med 6 mm nederbörd.